# 몬테헤르모소

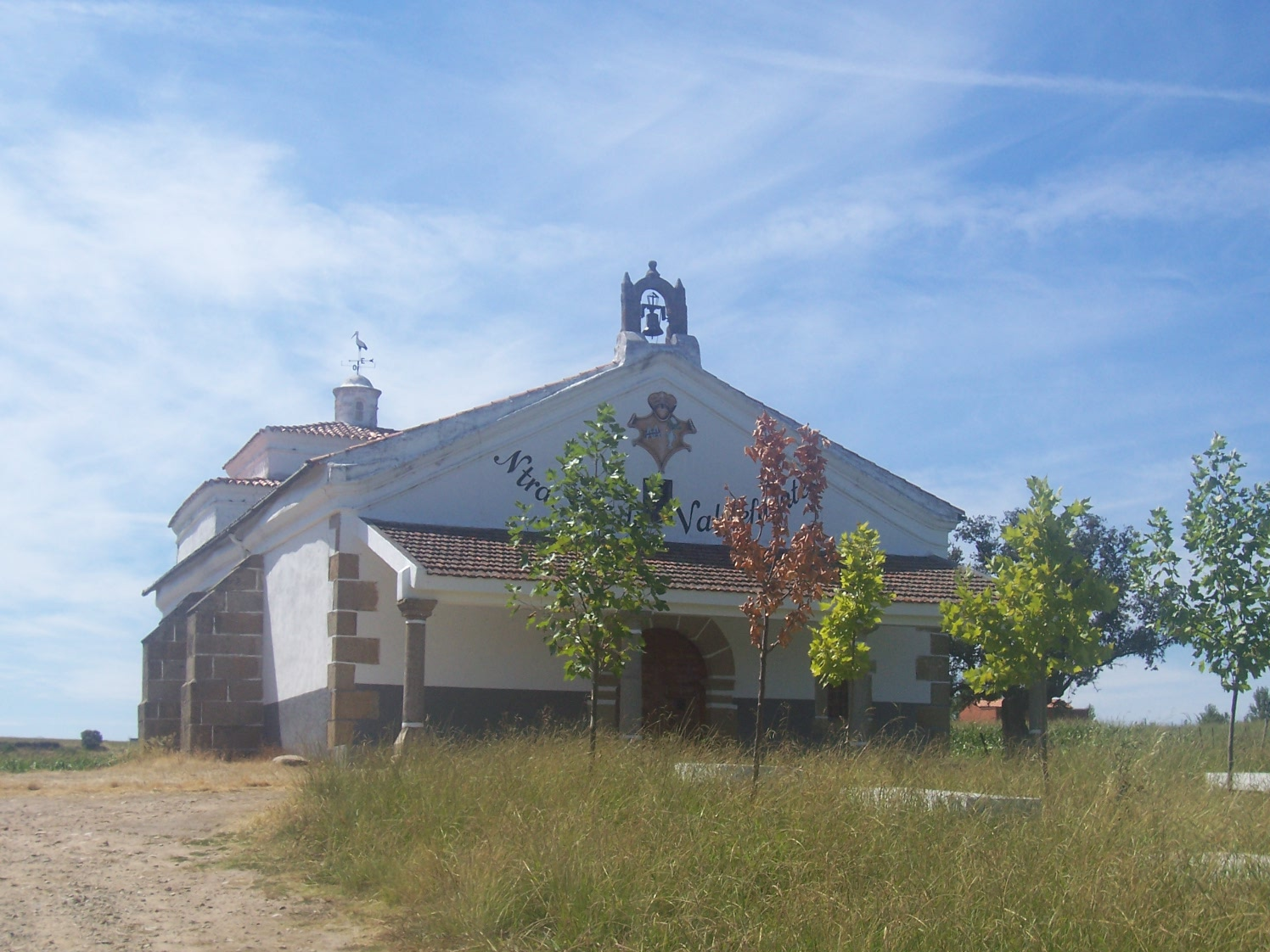

몬테헤르모소(Montehermoso)는 스페인 엑스트레마두라주 카세레스도에 위치한 지방 자치체이다. 2006년 인구 조사(스페인 통계청)에 따르면 이 지방 자치체의 인구 수는 5,668명이다. 2018년 인구 수는 5,731명이다.